# Ducado de Reichstadt
El ducado de Reichstadt fue un título nobiliario otorgado por Francisco I de Austria a su nieto, Napoleón Francisco Carlos, hijo de su hija primogénita María Luisa de Austria y su marido Napoleón I, emperador de los franceses.

## Historia

### Antecedentes

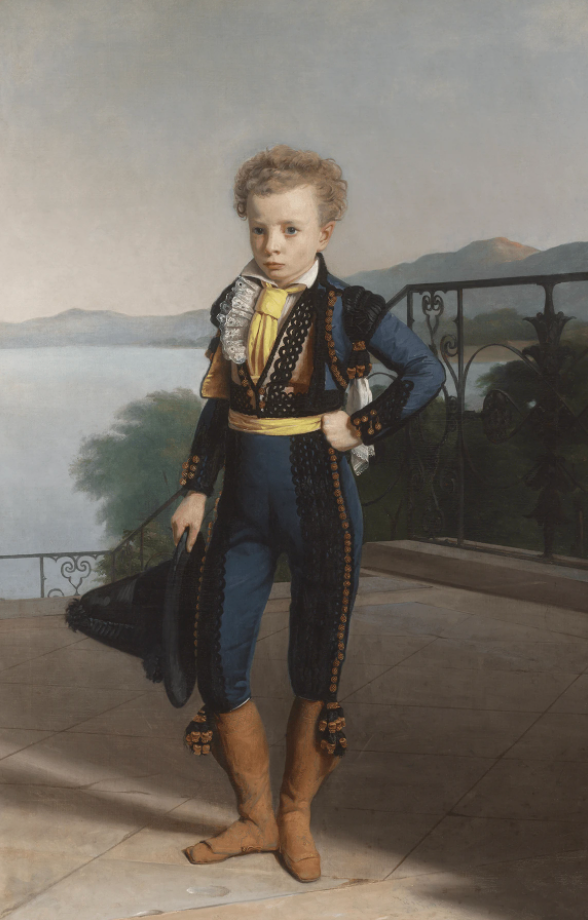
El duque de Reichstadt en 1818 (Retrato de Johann Peter Krafft)

En su nacimiento en 1811, Napoleón Francisco Carlos había sido nombrado rey de Roma por su padre. 
Tras el colapso del Primer Imperio francés en marzo de 1814, el 11 de abril de ese año se firmó el Tratado de Fontainebleau. Este acuerdo internacional concedió a María Luisa de Austria la soberanía de los ducados de Parma, Plasencia y Guastalla, situados en la península itálica y regidos por una rama de los Borbones españoles hasta octubre de 1802, en que pasaron a formar parte del Primer Imperio francés. El texto preveía que a la muerte de María Luisa el ducado pasara a su hijo y posteriormente a la descendencia legítima de este. Desde entonces Napoleón Francisco fue conocido como Su Alteza el Príncipe de Parma.
Durante el Congreso de Viena, los diferentes estados comenzaron a dar muestras de inquietud ante la posibilidad de que la mujer e hijo de Napoleón tuvieran un estado propio en Italia.
A estas inquietudes se unía la posición de España, que defendía los derechos de María Luisa de Borbón, (exreina de Etruria y esposa del heredero del ducado de Parma en 1802) y sus hijos en la sucesión del ducado de Parma.

A principios de 1815, tras diversas conversaciones contradictorias con el canciller Metternich, María Luisa escribiría a su padre sobre el tema de la sucesión de su hijo al ducado de Parma:
Solo la cesión de un territorio equivalente en alguna otra parte de la monarquía austríaca y bajo las mismas condiciones podría persuadirme de renunciar al acuerdo existente.
Francisco I de Austria respondió a esta inquietud apuntando a la posibilidad de entregarle un feudo en el reino de Bohemia, parte del Imperio austríaco.

### Concesión
La breve vuelta al poder de Napoleón durante los Cien Días aumentó los recelos de los aliados sobre una posible sucesión de su hijo como duque de Parma. El acta final del Congreso de Viena (art. XCIX) reconoció a María Luisa como soberana del ducado de Parma, sin hacer referencia ya a la sucesión en el mismo por parte de su hijo.

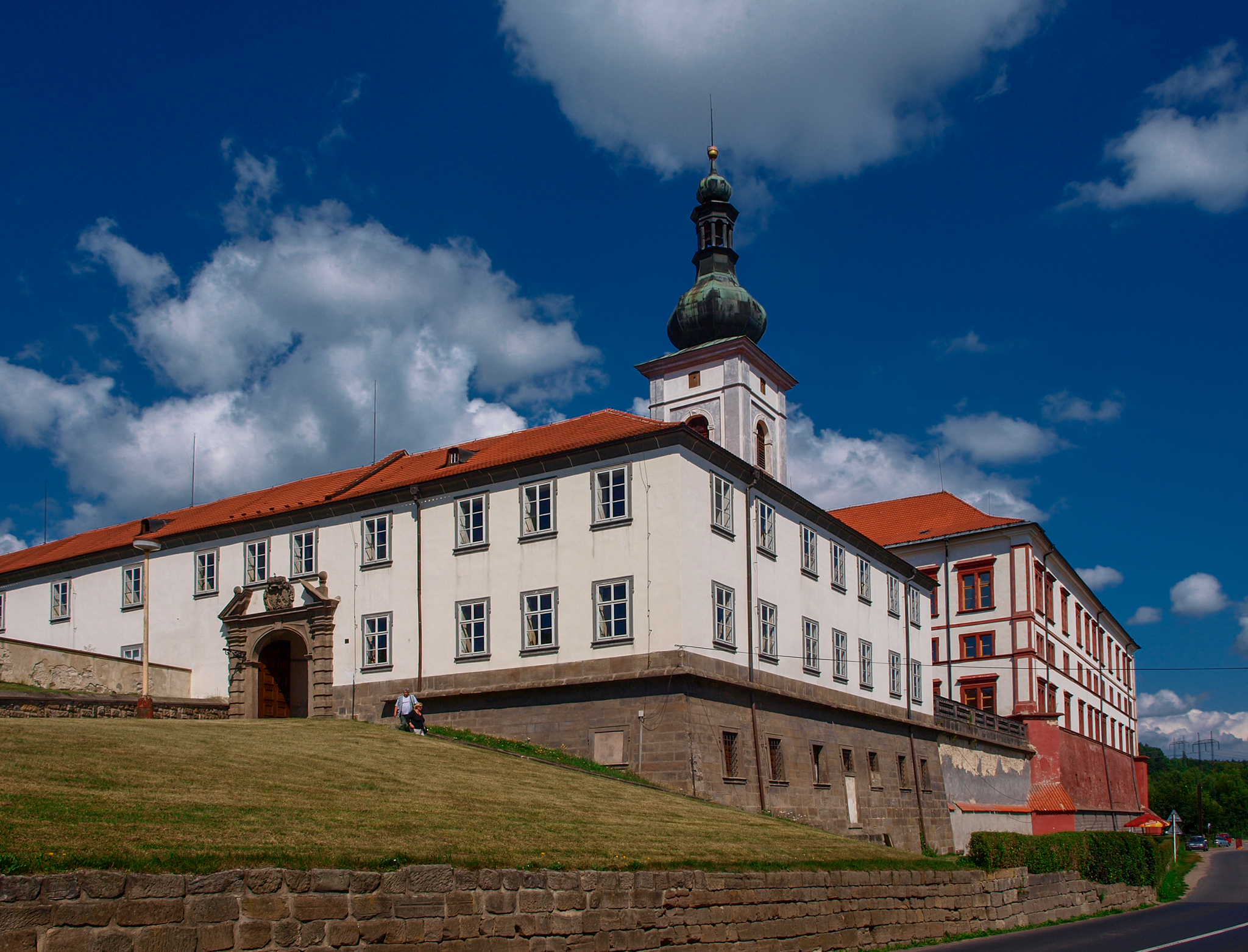
El castillo de Reichstadt

La sucesión de este en el ducado de Parma quedó finalmente descartada en el Tratado firmado en París el 10 de junio de 1817, en el que se determinó que, a la muerte de María Luisa de Austria, los ducados de Parma y Guastalla revertirán a la rama de la casa de Borbón que los ostentaba hasta 1802. Con ello Napoleón Francisco Carlos dejó de utilizar el título de príncipe de Parma.
Meses después, el 4 de diciembre de 1817, se produjo una conferencia diplomática en París en la que el ministro de Austria ante el rey de Francia informaba que su soberano Francisco I de Austria dejaba clara su intención de compensar a su nieto, renunciando en su favor y el de su descendencia la posesión de las Tierras conocidas como bávaro-palatinas. De acuerdo con el artículo CI del acta final del Congreso de Viena estas tierras estaban se encontraban cedidas por Francisco I de Austria a los grandes duques de Toscana, hasta que se integrara a su territorio el ducado de Luca.
Ocho meses después de esta conferencia, en concreto el 22 de julio de 1818, Francisco I de Austria, mediante diversas patentes imperiales aclaró la situación de su nieto:
1. En la primera: (1) Se otorga a Francisco José Carlos "hijo de nuestra hija bien amada la archiduquesa María Luisa”: el título de duque de Reichstadt, con el tratamiento de duque serenísimo al principio de un discurso hablado o escrito y a continuación el de Alteza serenísima; (2) se describen sus armas y (3) se le da un rango inmediatamente posterior al de los príncipes de la familia de Francisco I y los archiduques de Austria.[4]
2. En la segunda:[Nota 2] Se erige en ducado el señorío de Reichstadt (en eslavo y actualmente, Zàkupy).
3. En la tercera: Se reitera la concesión del título de duque y las armas, por motivos formales.
4. Por último, en la cuarta: Tras una introducción acerca de los precedentes, se otorgan al duque de Reichstadt las Tierras bávaro-palatinas, en el momento de la incorporación del ducado de Luca al gran ducado de Toscana, de acuerdo con el artículo CI del acta final del Congreso de Viena. Posteriormente describe la composición de las Tierras bávaro-palatinas.

El duque de Reichstadt usaría de su título hasta su muerte en 1832. La reversión del ducado de Luca al gran ducado de Toscana se produciría en 1847, a la muerte de su madre María Luisa, por lo que el duque de Reichstadt nunca gozaría de la posesión de las Tierras bávaro-palatinas. Estas entrarían en 1848 en posesión del emperador de Austria, Fernando I como heredero de Francisco I.

## Descripción
El título se refería a la ciudad de Reichstadt (en checo, Zákupy) que había sido cabeza del señorío de un señorío bajo ese nombre. Esta ciudad se situaba en la zona norte del reino de Bohemia.
El tratamiento dado al titular del ducado era el de duque serenísimo al principio del discurso, seguido por el tratamiento de Alteza Serenísima.
Las armas del título eran: de gules, fajado de oro, con dos leones pasantes de oro, girados a la derechas, uno en jefe y otro en punta., el escudo oval sobre un manto ducal y timbrado por una corona de duque; como soportes dos grifones de sable armados, con pico y coronados de oro, sosteniendo banderas sobre las que se repiten las armas ducales. 

### Individuales
1. ↑  Hof- und Staats-Schematismus des Österreichischen Kaiserthumes: 1817 (en alemán). 1817. Consultado el 27 de junio de 2018.
2. ↑  Castelot, 1960, p. 154.
3. ↑  «Almanach royal: 1817». Almanach royal (en francés) (Testu): 55-56. 1817. Consultado el 16 de febrero de 2022.
4. ↑  «Allerhöchstes Patent». Wiener Zeitung (80). 8 de agosto de 1818. p. 195.